# Евнух
Е́внух (др.-греч. εὐνοῦχος — «охраняющий ложе») — полностью или частично кастрированный (оскоплённый) мужчина. Термин применяется, как правило, в историческом контексте для обозначения оскоплённых в детстве слуг при гаремах восточных владетелей или вельмож.
В восточных монархиях большое значение придавалось чистоте династической крови, которая легитимировала притязания монарха на происхождение от богов и на верховную власть. Чтобы исключить даже гипотетическую возможность неверности, половозрелых мужчин в покои своих жён и наложниц монархи не допускали.
Придворное значение евнухов могло быть перенесено на их политический авторитет. Не имея возможности продолжить род и основать собственную династию, евнухи не рассматривались монархами в качестве политических конкурентов и служили послушными исполнителями царской воли, отчего часто пользовались доверием властителя и влиянием при дворе.
Для евнухов характерны высокий рост и пухлое телосложение. Собранные статистические данные позволяют предположить о большей (в пределах погрешности в районе 14—17 лет) продолжительности жизни евнухов по сравнению с мужчинами, имеющими сопоставимый социальный статус.

## В древнем мире
Первые сведения о наличии евнухов (частично кастрированных) происходят из Ассирии. В XIX веке до н. э. ассирийские цари стали назначать евнухов, прежде занятых исключительно во дворце и в царской страже, наместниками завоёванных земель, ибо не опасались того, что они попытаются организовать сепаратистский мятеж с целью основать собственную династию. У ассирийцев практику оскопления будущих царедворцев переняли персы и некоторые другие народы Ближнего Востока. Один из персидских евнухов, именем Багой, в период междуцарствия узурпировал бразды государственного правления. Другой персидский евнух с таким же именем прославился тем, что был любовником Александра Македонского.

## В Риме и Византии
Одним из первых в Риме стал держать евнухов в своём дворце Меценат. Евнухи при вельможах долгое время рассматривались как примета роскошного образа жизни на восточный манер. Поэты восхищались их «вечной молодостью» и красотой (у евнухов не росла борода). Судя по эпиграмме Марциала, распутные женщины предавались утехам с частично кастрированными евнухами, не опасаясь нежелательной беременности.
Значение евнухов в Риме растёт начиная с правления Диоклетиана, когда римская монархия приобретает оттенок восточной деспотии. В IV веке евнухи превратились в прослойку между императором-небожителем и чиновничеством; они мыли, подстригали и одевали государей. Как особо доверенные лица императоров, евнухи привлекались и к исполнению государственных функций; евнух Евтропий был даже консулом.
В Восточной Римской империи основным предназначением евнухов оставалось обслуживание византийского императора и императрицы в покоях Большого дворца. Благодаря беспрепятственному доступу к императору евнухи долгое время имели влияние и на государственные дела. Известно о евнухах-царедворцах в нормандской Сицилии.

## В Османской империи
Если византийских евнухов часто «поставляли» ко двору их собственные родители в надежде, что, разбогатев, сын протянет руку помощи бедствующим родственникам, евнухи, которые обслуживали гарем османского императора всё в том же Константинополе, набирались из числа пленных мальчиков иностранного происхождения, в основном чернокожих. Белых евнухов привозили с Балканского полуострова, чёрных евнухов — из Африки. При дворе существовали должности главного белого и главного чёрного евнухов. Последний, именуемый по-турецки кизляр-ага, руководил разветвлённой сетью соглядатаев и имел большой вес при дворе. Аналогичная позиция существовала и в Крымском ханстве.

## В имперском Китае
Полностью кастрированные евнухи обслуживали всех без исключения правителей империй и царств Китая на протяжении более двух тысяч лет. Многие императоры использовали евнухов не только для работы в своих гаремах, но и для выполнения разного рода ответственных заданий хозяйственного и административного порядка, в качестве противовеса учёным чиновникам-мандаринам. При малолетних императорах некоторые евнухи фактически возглавляли всю вертикаль власти в Китае. Например, флотоводец Чжэн Хэ стал подлинным национальным героем. В XVIII—XIX веках евнухам было разрешено усыновлять чужих детей. Последний китайский евнух умер в декабре 1996 года.
Много евнухов было среди придворных и в других странах «китайского мира» — Корее, Вьетнаме, Бирме, Сиаме.

## Другие кастраты
Оскопление часто применялось в истории не только для получения будущих царедворцев-евнухов, но и как мера наказания. Самооскопление практиковалось некоторыми христианскими сектами для борьбы с «искушениями плоти» (см. скопцы).
В Италии кастрации подвергали певцов, чтобы получить так называемое мужское сопрано. Эта практика была запрещена Львом XIII в 1878 году. Подробнее см. певцы-кастраты. Именно о них идёт речь в известном стихотворении А. К. Толстого:
Взбунтовалися кастраты,

Входят в папины палаты:

«Отчего мы не женаты?

Чем мы виноваты?»